# Rhamphomyia hirtimana
Rhamphomyia hirtimana är en tvåvingeart som beskrevs av Oldenberg 1922. Rhamphomyia hirtimana ingår i släktet Rhamphomyia och familjen dansflugor. Inga underarter finns listade i Catalogue of Life.